# IRC
IRC（英語：Internet Relay Chat，直译：因特网中继聊天）是一種应用层的协议。其主要用于群体聊天，但同样也可以用于个人对个人的聊天。IRC使用的服务器端口有6667（明文傳輸，如irc://irc.libera.chat）、6697（SSL加密傳輸，如ircs://irc.libera.chat:6697）等。
芬兰人亚尔科·奥伊卡里宁于1988年8月创造了IRC来取代一个叫做MUT的程序。

## 技术信息
IRC是一种公开的协议，采用TCP和SSL协议。一个IRC服务器可以连接其他的IRC服务器以扩展为一个IRC网络。IRC用户透過客户端软件和服务器相连。大多数的IRC服务器不需要客户注册登录，虽然在连接前必须设定好昵称（nickname），但客户端一般都会自动分配一个。

## IRC结构
IRC是一个分布式的客户端/服务器架构。连接到一个IRC服务器后，我们可以访问这个服务器的频道以及它所连接的其他服务器上的频道。
要使用IRC，必须先登录到一个IRC服务器上，最常见的为irc.freenode.net和irc.libera.chat

### 服务器/服务网络
运行了IRC守护进程的服务器提供基础的IRC聊天服务，与IRC服务相连接就能提供诸如NickServ等服务，与其他服务器互联便可以组成IRC服务网络。

#### IRC守护进程
IRC守护进程是托管IRC服务所用的软件，使用最多的是UnrealIRCd。
以下列出了几款常见的IRCd。
- UnrealIRCd
- InspIRCd
- Hybrid
- ngircd
- IRCNet

### IRC服务
以下列出几款常见的IRC services。
- anope
- atheme
- RuLzzServices
- ircservices

### IRC频道
频道存在于一个IRC服务器上。一个频道类似于一个聊天室，频道名称必须以#符号开始，例如#irchelp。

### 客户端
客户端分为本地应用程序和网页端两种。其中本地应用程序也分为文本用户界面和图形用户界面

#### 应用程序

##### 图形用户界面
- mIRC曾被認為是Windows操作系统下最受歡迎、應用最廣的IRC用戶端軟件[1]。
- ChatZilla是Mozilla瀏覽器下的IRC用戶端程序，基於JavaScript和XUL語言編寫的。
- Opera瀏覽器有內建的IRC用戶端軟件。
- Pidgin支持IRC網路。
- XChat跨平台IRC客户端軟件

##### 文本用户界面
- Irssi 類UNIX系統下命令行界面的IRC用戶端，常常與Screen一起搭配使用。
- WeeChat也是一款类UNIX系统下的CLI界面的IRC客户端。

#### 网页端
- Kiwi IRC
- The Lounge 自托管的网页IRC客户端，支持多设备的同步使用。

## IRC网络
以下列出2022年1月的统计数据：
最大级的IRC网络：
- Libera Chat – 高峰时段 4.87 万用户
- OFTC – 高峰时段 1.94 万用户
- IRCnet – 高峰时段 1.79 万用户
- Undernet – 高峰时段 1.34 万用户
- Rizon – 高峰时段 1.05 万用户
- EFnet – 高峰时段 1.04 万用户
- Freenode – 高峰时段 0.93 万用户
- QuakeNet – 高峰时段 0.84 万用户
- DALnet – 高峰时段 0.79 万用户

## IRC机器人
IRC机器人是一些运行在后台或者服务器上的程序，透過登陆某一个频道，分析接受到的内容并做出相应的动作。
最著名的是mobibot（页面存档备份，存于），可以通过命令mobibot: weather ZBAA查询天气预报。ChanServ提供IRC頻道註冊與登入服務的功能，也可以透過它取得頻道管理者的權限。

## 外部連結
- irchelp.org（页面存档备份，存于） IRC帮助文件（英文）
- Chatcafe，香港唯一一個IRC網路
- KVIrc的官方網址（页面存档备份，存于）
- 中的“IRC”
- IRC Numerics List（页面存档备份，存于）
- History of IRC（页面存档备份，存于） - IRC的历史（英文）
- IRC.org（页面存档备份，存于） – IRC官方网站（英文）
- IRCv3（页面存档备份，存于） – IRC开发人员工作组，他们为IRC协议添加新功能并编写规范（英文）
- IRC-Source（页面存档备份，存于） – 可以查询IRC频道历史数据的搜索引擎（英文）
- irc.netsplit.de – 包含历史数据的Internet中继聊天（IRC）网络列表（英文）

### RFC技術規格文件链接
- Internet Relay Chat: Architecture（页面存档备份，存于）
- Internet Relay Chat: Channel Management（页面存档备份，存于）
- Internet Relay Chat: Client Protocol（页面存档备份，存于）
- Internet Relay Chat: Server Protocol（页面存档备份，存于）